# Carly DeHoog
Carly Louise DeHoog (Upland, 14 ottobre 1994) è una pallavolista statunitense, opposto della LOVB Austin.

## Carriera

### Club
La carriera di Carly DeHoog inizia a livello giovanile nel Club West. In seguito gioca a livello universitario nella NCAA Division I con la Washington, dal 2013 al 2017, saltando tuttavia il primo anno di eleggibilità sportiva.
Nella stagione 2018-19 inizia la sua carriera professionistica in Svezia, partecipando alla Elitserien con l'Örebro, mentre nella stagione seguente si trasferisce nella Liga Siatkówki Kobiet polacca, ingaggiata dal BKS. Emigra quindi in Francia nel campionato 2020-21, dove disputa la Ligue A col RC Cannes.
Dopo un biennio in Costa Azzurra, nella stagione 2022-23 è di scena nella Serie A2 italiana dove veste la maglia della Trentino, con cui ottiene la promozione in Serie A1, dove esordisce con lo stesso club nella stagione successiva. Torna poi in patria, dove prende parte con la LOVB Austin alla prima edizione della League One Volleyball, vincendo il titolo nazionale.

## Palmarès

### Club
- LOVB: 1

2025

### Premi individuali
- 2017 - All-America Third Team